# Autonomie Liberté Démocratie
Autonomie Liberté Démocratie o Alleanza Autonomista Democratica Progressista (chiamata anche Alleanza Autonomista e Progressista, Alleanza Democratica Progressista, o Alleanza del Galletto) è stata una coalizione politica valdostana di centrosinistra.
Si è costituita inizialmente in occasione delle elezioni politiche del 2006 per rappresentare l'Unione nel collegio uninominale della Valle d'Aosta, e si è poi ripresentata in diverse modalità nelle successive elezioni nazionali e regionali.

## Storia

### Elezioni politiche del 2006
In occasione delle elezioni politiche del 2006, l'Union Valdôtaine (UV) si allontana dal centrosinistra e decide di sostenere una posizione di equidistanza dai due schieramenti: L'Unione di Romano Prodi e la Casa delle Libertà di Silvio Berlusconi. Per questa decisione, più di cinquanta esponenti valdostani, tra cui l'ex Presidente della regione Carlo Perrin, abbandonano l'UV e fondano il movimento Renouveau Valdôtain, favorevole a un'alleanza con il centrosinistra.
In vista della tornata elettorale, RV promuove la formazione di una lista unitaria di tutte le forze di centrosinistra, da quelle nazionali, come i Democratici di Sinistra, a quelle regionali, come Vallée d'Aoste Vive, anch'essa formatasi in seguito ad una scissione dall'UV nel 2005: nasce così Autonomie Liberté Démocratie (ALD), nota anche con la denominazione Alleanza del Galletto per via del logo prescelto. Per contro, l'UV promuove la formazione di una lista unitaria con la Stella Alpina e la Federazione Autonomista: Autonomie Progrès Fédéralisme (APF).
Il voto vede il successo dell'ALD: sono eletti Roberto Nicco alla Camera e Carlo Perrin al Senato, i quali sconfiggono, rispettivamente, Marco Viérin (Stella Alpina) e il senatore uscente Augusto Rollandin (UV) con il 43,4% e il 44,2%.
In seguito all'elezione, Nicco aderisce alla componente «Minoranze linguistiche» all'interno del gruppo misto; Perrin aderisce al gruppo «Per le autonomie».

### Elezioni politiche e regionali del 2008
In occasione delle elezioni politiche del 2008, l'ALD si ripresenta con i due rappresentanti uscenti. Perrin raccoglie il 37,4% e viene sconfitto da Antonio Fosson dell'Union Valdôtaine che prende il 41,4%. Nicco invece viene rieletto con 39,1%, contro il 37,8% di Ego Perron.
Alle elezioni regionali dello stesso anno, la coalizione si presenta con tre liste (Vallée d'Aoste Vive-Renouveau Valdôtain, Partito Democratico, e Arcobaleno Vallée d'Aoste), ottenendo in totale il 27,4% e 8 seggi al consiglio regionale.

### Fondazione di ALPE
L'alleanza si ripresenta alle elezioni europee del 2009, ma, in questo caso consiste solamente di Renouveau Valdôtain e Vallée d'Aoste Vive. A livello nazionale, la lista si collega con l'Italia dei Valori. In tale frangente, ALD ottiene lo 0,08% dei voti su base nazionale, corrispondenti al 18,5% dei voti nella regione, senza conseguire alcuna rappresentanza.
Il 27 febbraio  2010 Renouveau Valdôtain e Vallée d'Aoste Vive e Verdi (Movimento Verde Alternativo Valdostano) confluiscono in Autonomie Liberté Participation Écologie (ALPE).

### Le consultazioni elettorali del 2013
Alle elezioni politiche del 2013 Autonomie Liberté Démocratie rappresenta in Valle d'Aosta la coalizione nazionale "Italia. Bene Comune" a sostegno di Pier Luigi Bersani: presenta quindi propri candidati sia alla Camera (Jean Pierre Guichardaz, PD) che al Senato (Patrizia Morelli, ALPE), ottenendo rispettivamente il 19,79% e il 30,75% e non riuscendo a eleggere nessuno dei due. Alla Camera la coalizione patisce la presenza dell'Union Valdôtaine Progressiste, scissione a sinistra dall'UV, che ottiene il 25,11%.
Per le elezioni regionali del 2013, invece, si raggiunge l'accordo per l'entrata nella coalizione dell'UVP. Presentandosi quindi con tre liste (Union Valdôtaine Progressiste, Autonomie Liberté Participation Écologie, e Partito Democratico), la coalizione raggiunge il 40,5%, ottenendo 15 seggi su 35.

### Le elezioni europee del 2014
Alle elezioni europee del 2014 la coalizione candida l'esponente di Autonomie Liberté Participation Écologie Luca Barbieri all'interno della lista del Partito Democratico. Barbieri ottiene l'appoggio dell'Union Valdôtaine Progressiste. Barbieri ottiene 17.570 preferenze, non sufficienti per la sua elezione.

### Elezioni comunali del 2015: prime divisioni
In occasioni delle elezioni amministrative in Italia del 2015 la coalizione si presenta divisa: Autonomie Liberté Participation Écologie candida sindaco il consigliere uscente Loris Sartore, Union Valdôtaine Progressiste candida Étienne Andrione ed il Partito Democratico candida il proprio segretario Fulvio Centoz appoggiato anche dall'Union Valdôtaine e da Stella Alpina. In seguito alla vittoria di Centoz, il Partito Democratico entra in maggioranza anche in Consiglio regionale della Valle d'Aosta e Raimomdo Donzel viene nominato assessore regionale alle attività produttive. Il Partito Democratico esce quindi dalla coalizione.

### Giugno 2016: l'abbandondo nell'UVP e la fine della coalizione
Nel giugno 2016 l'Union Valdôtaine Progressiste entra in maggioranza con la nomina di Laurent Viérin ad assessore alla sanità. 
Con l'uscita dell'UVP, la coalizione conclude la propria esperienza.

## Partiti membri
L'ALD è formata da diversi partiti e movimenti politici autonomisti e/o di centrosinistra:
- Autonomie Liberté Participation Écologie (in cui sono confluite Renouveau Valdôtain, Vallée d'Aoste Vive, e Verdi Alternativi);[22]
- Partito Democratico (in cui sono confluiti DS - Gauche Valdôtaine, Margherita, e Alé Vallée[senza fonte]);[22]
- Union Valdôtaine Progressiste;[22]
- Associazione Loris Fortuna;[22]
- Federazione della Sinistra (in cui sono confluiti Rifondazione Comunista e Comunisti Italiani);[22]
- Centro Democratico;[22]
- Partito Socialista Italiano.[22]

In passato hanno fatto parte dell'alleanza anche:

- Comité de Valdôtains;
- Italia dei Valori;
- Rosa nel Pugno;
- Partito Popolare Valdostano;
- Sinistra Alternativa Valle d'Aosta;
- Sinistra Democratica.[senza fonte]

## Risultati elettorali
| Elezione       | Elezione | Voti   | %    | Seggi |
| -------------- | -------- | ------ | ---- | ----- |
| Politiche 2006 | Camera   | 34 168 | 43,4 | 1     |
| Senato         | 32 554   | 44,2   | 1    |       |
| Politiche 2008 | Camera   | 29 314 | 39,1 | 1     |
| Senato         | 26 377   | 37,4   | 0    |       |
| Regionali 2008 | 20 131   | 27,4   | 8    |       |
| Europee 2009   | 10 320   | 18,5   | 0    |       |
| Politiche 2013 | Camera   | 14 340 | 19,8 | 0     |
| Senato         | 20 430   | 30,8   | 0    |       |
| Regionali 2013 | 29 187   | 40,5   | 15   |       |